# Białoruś na Letnich Igrzyskach Olimpijskich 2000
Białoruś na Letnich Igrzyskach Olimpijskich 2000 reprezentowało 139 zawodników (72 mężczyzn i 67 kobiet).

## Zdobyte medale
| Medal  | Zawodnik                                                                                   | Dyscyplina           | Konkurencja                                     |
| ------ | ------------------------------------------------------------------------------------------ | -------------------- | ----------------------------------------------- |
| Złoto  | Janina Karolczyk                                                                           | Lekkoatletyka        | Pchnięcie kulą                                  |
| Złoto  | Elina Zwierawa                                                                             | Lekkoatletyka        | Rzut dyskiem                                    |
| Złoto  | Kaciaryna Karsten                                                                          | Wioślarstwo          | Jedynki kobiet                                  |
| Srebro | Julija Raskina                                                                             | Gimnastyka           | Gimnastyka artystyczna – wielobój indywidualnie |
| Srebro | Tacciana Anańka Tacciana Białan Hanna Głazkowa Iryna Iljankowa Maryja Łazuk Wolha Pużewicz | Gimnastyka           | Gimnastyka artystyczna – układ zbiorowy         |
| Srebro | Igor Basinski                                                                              | Strzelectwo          | Pistolet dowolny 50 m                           |
| Brąz   | Iryna Jatczanka                                                                            | Lekkoatletyka        | Rzut dyskiem                                    |
| Brąz   | Ihar Astapkowicz                                                                           | Lekkoatletyka        | Rzut młotem                                     |
| Brąz   | Natalla Sazanowicz                                                                         | Lekkoatletyka        | Siedmiobój                                      |
| Brąz   | Anatolij Łariukow                                                                          | Judo                 | Waga lekka (73 kg)                              |
| Brąz   | Pawieł Douhal                                                                              | Pięciobój nowoczesny | Mężczyźni indywidualnie                         |
| Brąz   | Igor Basinski                                                                              | Strzelectwo          | pistolet pneumatyczny 10 m                      |
| Brąz   | Łalita Jauhleuska                                                                          | Strzelectwo          | pistolet sportowy 25 m                          |
| Brąz   | Siarhiej Martynau                                                                          | Strzelectwo          | karabin dowolny leżąc 50 m                      |
| Brąz   | Hienadzij Alaszczuk                                                                        | Podnoszenie ciężarów | Waga piórkowa (-62 kg)                          |
| Brąz   | Siarhiej Łaurenau                                                                          | Podnoszenie ciężarów | Waga lekka (-69 kg)                             |
| Brąz   | Dzmitryj Dziabiełka                                                                        | Zapasy               | Styl klasyczny (130 kg)                         |

## Skład kadry

### Boks
Waga lekkopółśrednia
- Siarhiej Bykouski – 5. miejsce

### Gimnastyka

#### Mężczyźni
Wielobój indywidualnie
- Iwan Iwankou – 4. miejsce
- Alaksiej Sinkiewicz – 23. miejsce
- Iwan Paułouski – 33. miejsce
- Alaksandr Szostak – odpadł w eliminacjach
- Wital Rudnicki – odpadł w eliminacjach
- Alaksandr Krużiłou – odpadł w eliminacjach

Wielobój drużynowo
- Iwan Iwankou, Alaksiej Sinkiewicz, Iwan Paułouski, Alaksandr Szostak, Wital Rudnicki, Alaksandr Krużiłou – odpadli w eliminacjach

Ćwiczenia na podłodze
- Wital Rudnicki – odpadł w eliminacjach
- Alaksiej Sinkiewicz – odpadł w eliminacjach
- Alaksandr Krużiłou – odpadł w eliminacjach
- Iwan Paułouski – odpadł w eliminacjach
- Iwan Iwankou – odpadł w eliminacjach

Skok
- Iwan Iwankou – odpadł w eliminacjach
- Iwan Paułouski – odpadł w eliminacjach
- Alaksiej Sinkiewicz – odpadł w eliminacjach
- Wital Rudnicki – odpadł w eliminacjach
- Alaksandr Krużiłou – odpadł w eliminacjach

Poręcz
- Iwan Iwankou – 5. miejsce
- Iwan Paułouski – odpadł w eliminacjach
- Alaksandr Szostak – odpadł w eliminacjach
- Alaksiej Sinkiewicz – odpadł w eliminacjach
- Wital Rudnicki – odpadł w eliminacjach

Drążek
- Iwan Iwankou – odpadł w eliminacjach
- Alaksandr Szostak – odpadł w eliminacjach
- Iwan Paułouski – odpadł w eliminacjach
- Alaksiej Sinkiewicz – odpadł w eliminacjach
- Alaksandr Krużiłou – odpadł w eliminacjach

Kółka
- Iwan Iwankou – 5. miejsce
- Alaksandr Szostak – odpadł w eliminacjach
- Wital Rudnicki – odpadł w eliminacjach
- Alaksiej Sinkiewicz – odpadł w eliminacjach
- Iwan Paułouski – odpadł w eliminacjach

Koń z łęgami 
- Iwan Iwankou – odpadł w eliminacjach
- Alaksiej Sinkiewicz – odpadł w eliminacjach
- Alaksandr Szostak – odpadł w eliminacjach
- Iwan Paułouski – odpadł w eliminacjach
- Alaksandr Krużiłou – odpadł w eliminacjach

Skoki na trampolinie
- Dzmitryj Polarusz – 5. miejsce

#### Kobiety
Wielobój indywidualnie
- Maryna Zarżicka – 26. miejsce
- Alena Połozkowa – 33. miejsce
- Tacciana Żarhanowa – odpadła w eliminacjach
- Natalla Naranowicz – odpadła w eliminacjach
- Tacciana Ryhorienko – odpadła w eliminacjach
- Hanna Miejsak – odpadła w eliminacjach

Wielobój drużynowo
- Maryna Zarżicka, Alena Połozkowa, Tacciana Żarhanowa, Natalla Naranowicz, Tacciana Ryhorienko, Hanna Miejsak – odpadły w eliminacjach

Ćwiczenia na podłodze
- Alena Połozkowa – odpadła w eliminacjach
- Maryna Zarżicka – odpadła w eliminacjach
- Natalla Naranowicz – odpadła w eliminacjach
- Tacciana Żarhanowa – odpadła w eliminacjach
- Tacciana Ryhorienko – odpadła w eliminacjach

Skok
- Maryna Zarżicka – odpadła w eliminacjach
- Alena Połozkowa – odpadła w eliminacjach
- Tacciana Ryhorienko – odpadła w eliminacjach
- Tacciana Żarhanowa – odpadła w eliminacjach
- Natalla Naranowicz – odpadła w eliminacjach

Poręcz
- Tacciana Żarhanowa – 5. miejsce
- Alena Połozkowa – odpadła w eliminacjach
- Natalla Naranowicz – odpadła w eliminacjach
- Maryna Zarżicka – odpadła w eliminacjach
- Hanna Miejsak – odpadła w eliminacjach

Równoważnia
- Alena Połozkowa – odpadła w eliminacjach
- Tacciana Żarhanowa – odpadła w eliminacjach
- Maryna Zarżicka – odpadła w eliminacjach
- Hanna Miejsak – odpadła w eliminacjach
- Tacciana Ryhorienko – odpadła w eliminacjach

Gimnastyka artystyczna indywidualnie
- Julija Raskina – srebrny medal
- Waleryja Watkina – 8. miejsce

Gimnastyka artystyczna drużynowo
- Tacciana Anańka, Tacciana Białan, Hanna Głazkowa, Iryna Iljankowa, Maryja Łazuk, Wolha Pużewicz – srebrny medal

Skoki na trampolinie
- Natałla Karpienkowa – 5. miejsce

### Judo
Mężczyźni
- Nacik Bahirau – ćwierćfinał, waga ekstralekka
- Anatolij Łariukow – brązowy medal, waga lekka
- Siarhiej Kucharenka – odpadł w eliminacjach, waga półśrednia
- Leanid Swiryd – odpadł w eliminacjach, waga półśrednia
- Rusłan Szarapou – 5. miejsce, waga ciężka

### Kajakarstwo

#### Mężczyźni
C-1 500 m
- Aleksandr Masiejkow – odpadł w eliminacjach

#### Kobiety
K-2 500 m
- Alena Biec, Swiatłana Wakuła – odpadły w eliminacjach

K-4 500 m
- Alesia Bakunowa, Alena Biec, Natałla Bandarenka, Swiatłana Wakuła – 6. miejsce

### Lekkoatletyka

#### Mężczyźni
800 m
- Pawał Pielepiahin – odpadł w eliminacjach

400 m ppł
- Leanid Wierszinin – odpadł w eliminacjach

Chód na 20 km
- Andrej Makarau – 17. miejsce
- Artur Mielaszkiewicz – 21. miejsce
- Michaił Chmielnicki – 34. miejsce

Chód na 50 km
- Wiktar Hińko – nie ukończył

Skok wzwyż
- Alaksiej Lelin — odpadł w eliminacjach

Pchnięcie kulą
- Andrej Michniewicz – 9. miejsce

Rzut dyskiem
- Wasil Kapciuch – 4. miejsce
- Uładzimir Dubrouszczyk – 7. miejsce
- Leanid Czarauko – odpadł w eliminacjach

Rzut młotem
- Ihar Astapkowicz – brązowy medal
- Iwan Cichan – 4. miejsce

Rzut oszczepem
- Władimir Sasimowicz – odpadł w eliminacjach

#### Kobiety
800 m
- Natalla Duchnowa – odpadła w eliminacjach

sztafeta 4 × 400 m
- Natalla Sałahub, Alena Budnik, Iryna Chlustawa, Hanna Kazak – odpadły w eliminacjach

Chód na 20 km
- Natalla Misiula – 9. miejsce
- Walentina Cybulska – 28. miejsce
- Łarysa Chmialnicka – 32. miejsce

Skok wzwyż
- Taciana Szeuczyk – odpadła w eliminacjach

Trójskok
- Natalla Safronowa – odpadła w eliminacjach

Pchnięcie kulą
- Janina Karolczyk – złoty medal

Rzut dyskiem
- Elina Zwierawa – złoty medal
- Iryna Jatczanka – brązowy medal

Rzut młotem
- Ludmiła Hubkina – 6. miejsce
- Swiatłana Sudak – 10. miejsce
- Wolha Candar – odpadła w eliminacjach

Siedmiobój
- Nastassia Sazanowicz – brązowy medal

### Łucznictwo
Kobiety indywidualnie:
- Hanna Karasiowa – 30. miejsce
- Wolha Moroz – 61. miejsce

### Pięciobój
Mężczyźni
- Pawieł Douhal – brązowy medal

Kobiety
- Żanna Szubianok – 6. miejsce

### Pływanie

#### Mężczyźni
50 m stylem dowolnym
- Dzmitryj Kalinowski – 34. miejsce

100 m stylem dowolnym
- Aleh Ruchlewicz – 31. miejsce

200 m stylem dowolnym
- Ihar Kalada – 12. miejsce

400 m stylem dowolnym
- Dzmitryj Koptur – 22. miejsce

1500 m stylem dowolnym
- Dzmitryj Koptur – 20. miejsce

Sztafeta 4 × 100 m stylem dowolnym
- Dzmitryj Kalinowski, Ihar Kalada, Pawał Łahun, Aleh Ruchlewicz – 10. miejsce,

Sztafeta 4 × 200 m stylem dowolnym
- Walarjan Churaszwili, Ihar Kalada, Dzmitryj Koptur, Pawał Łahun – 12. miejsce,

100 m stylem grzbietowym
- Alaksandr Hukou – 46. miejsce

200 m stylem grzbietowym
- Alaksandr Hukou – 22. miejsce

#### Kobiety
50 m stylem dowolnym
- Alena Popczanka – 26. miejsce

100 m stylem dowolnym
- Alena Popczanka – 16. miejsce

200 m stylem dowolnym
- Natalla Baranouska – 6. miejsce

400 m stylem dowolnym
- Natalla Baranouska – 13. miejsce

### Pływanie synchroniczne
Duety:
- Kryscina Nadziedzina-Markowicz, Natalla Sacharuk – 19. miejsce

### Podnoszenie ciężarów

#### Mężczyźni
- Witalij Dzierbianiou – 7. miejsce, waga kogucia
- Hienadzij Alaszczuk – brązowy medal, waga piórkowa
- Siarhiej Łaurenau – brązowy medal, waga lekka
- Pawał Bazuk – 16. miejsce, waga półciężka

#### Kobiety
- Hanna Baciuszka – 8. miejsce, waga lekka

### Skoki do wody

#### Mężczyźni
Trampolina 3 m
- Wiaczasłau Chamułkin – 23. miejsce

#### Kobiety
Trampolina 3 m
- Swiatłana Alaksiejeuna – 15. miejsce

### Strzelectwo

#### Mężczyźni
Pistolet pneumatyczny 10 m 
- Igor Basinski – brązowy medal
- Kanstancin Łukaszyk – 15. miejsce

Pistolet szybkostrzelny 25 m
- Aleh Chwacawas – 6. miejsce

Pistolet 50 m
- Igor Basinski – srebrny medal
- Kanstancin Łukaszyk – 9. miejsce

Karabin pneumatyczny 10 m
- Anatol Klimienko – 4. miejsce
- Hieorhij Niechajeu – 18. miejsce

Karabin małokalibrowy 3 postawy 50 m 
- Siarhiej Martynau – 9. miejsce
- Anatol Klimienko – 25. miejsce

Karabin małokalibrowy leżąc 50 m
- Siarhiej Martynau – brązowy medal
- Hieorhij Niechajeu – 19. miejsce

#### Kobiety
Pistolet pneumatyczny 10 m
- Wiktoryia Czajka – 11. miejsce
- Łalita Jauhleuska – 11. miejsce

Pistolet 25 m
- Łalita Jauhleuska – brązowy medal
- Julija Siniak – 4. miejsce

Karabin pneumatyczny 10 m
- Wolha Pahriebniak – 9. miejsce
- Aksana Koutonowicz – 32. miejsce

Karabin małokalibrowy 3 postawy 50 m
- Wolha Pahriebniak – 11. miejsce
- Iryna Szyława – 20. miejsce

### Szermierka

#### Mężczyźni
Szpada
- Wital Zacharau – 24. miejsce
- Uładzimir Pczienikin – 31. miejsce
- Andrej Muraszko – 38. miejsce

Szpada
- Wital Zacharau, Uładzimir Pczienikin, Andrej Muraszko – 6. miejsce

Szabla
- Dzmitryj Łapkies – 15. miejsce

### Tenis stołowy

#### Mężczyźni
Singiel
- Uładzimir Samsonau – 5. miejsce
- Jauhien Szczacinin – 33. miejsce

Debel
- Uładzimir Samsonau, Jauhien Szczacinin – 17. miejsce

#### Kobiety
Singiel
- Tacciana Kostromina – odpadła w eliminacjach
- Wieranika Paułowicz – odpadła w eliminacjach
- Wiktoryja Paułowicz – odpadła w eliminacjach

Debel
- Tacciana Kostromina, Wiktoryja Paułowicz – 9. miejsce

### Tenis ziemny

#### Mężczyzn
Singiel
- Maksim Mirnyj – 5. miejsce
- Uładzimir Wałczkou – 17. miejsce

Debel
- Maksim Mirnyj, Uładzimir Wałczkou – 5. miejsce

#### Kobiety
Singiel
- Natalla Zwierawa – 33. miejsce
- Wolha Barabanszczykawa – 33. miejsce

Debel
- Wolha Barabanszczykawa, Natalla Zwierawa – 4. miejsce

### Wioślarstwo

#### Kobiety
Jedynka
- Kaciaryna Karsten – złoty medal

ósemka
- Iryna Bazyleuska, Maryna Kużmar, Wolha Bierazniowa, Marina Znak, Julija Biczyk, Iniesa Zachariewska, Natalla Hielach, Wolha Tracieuska, Walancina Chochława – 4. miejsce

### Zapasy
- Igor Pietrienko – 13. miejsce, 58 kg st.klasyczny
- Witalij Żuk – 17. miejsce, 63 kg st.klasyczny
- Uładzimir Kapytau – 17. miejsce, 69 kg st.klasyczny
- Wiaczasłau Makaranka – 7. miejsce, 76 kg st.klasyczny
- Waleryj Cyleńć – 4. miejsce, 85 kg st.klasyczny
- Siarhiej Lisztwan – 9. miejsce, 97 kg st.klasyczny
- Dzmitryj Dziabiełka – brązowy medal, 130 kg st.klasyczny

- Gierman Kontojew – 4. miejsce, 54 kg st.wolny
- Alaksandr Huzau – 8. miejsce, 58 kg st.wolny
- Nikołaj Sawin – 12. miejsce, 63 kg st.wolny
- Siarhiej Dziemczanka – 4. miejsce, 69 kg st.wolny
- Biejbułat Musajew – 9. miejsce, 85 kg st.wolny
- Aleksandr Szemarow – 7. miejsce, 97 kg st.wolny
- Alaksiej Miadzwiedzieu – 6. miejsce, 130 kg st.wolny

### Żeglarstwo

#### Mężczyźni
Klasa 470
- Ihar Iwaszincou, Michaił Protasiewicz – 21. miejsce

Laser
- Alaksandr Mumyha – 32. miejsce

#### Kobiety
Europa
- Tacciana Drazdouska – 24. miejsce